# Prix de littérature Clément-Morin
 (décembre 2023).
La mise en forme du texte ne suit pas les recommandations de Wikipédia : il faut le « wikifier ».
Les points d'amélioration suivants sont les cas les plus fréquents :
- Les titres sont pré-formatés par le logiciel. Ils ne sont ni en capitales, ni en gras.
- Le texte ne doit pas être écrit en capitales (les noms de famille non plus), ni en gras, ni en italique, ni en « petit »…
- Le gras n'est utilisé que pour surligner le titre de l'article dans l'introduction, une seule fois.
- L'italique est rarement utilisé : mots en langue étrangère, titres d'œuvres, noms de bateaux, etc.
- Les citations ne sont pas en italique mais en corps de texte normal. Elles sont entourées par des guillemets français : « et ».
- Les listes à puces sont à éviter, des paragraphes rédigés étant largement préférés. Les tableaux sont à réserver à la présentation de données structurées (résultats, etc.).
- Les appels de note de bas de page (petits chiffres en exposant, introduits par l'outil «  Source ») sont à placer entre la fin de phrase et le point final[comme ça].
- Les liens internes (vers d'autres articles de Wikipédia) sont à choisir avec parcimonie. Créez des liens vers des articles approfondissant le sujet. Les termes génériques sans rapport avec le sujet sont à éviter, ainsi que les répétitions de liens vers un même terme.
- Les liens externes sont à placer uniquement dans une section « Liens externes », à la fin de l'article. Ces liens sont à choisir avec parcimonie suivant les règles définies. Si un lien sert de source à l'article, son insertion dans le texte est à faire par les notes de bas de page.
- La présentation des références doit suivre les conventions bibliographiques. Il est recommandé d'utiliser les modèles {{Ouvrage}}, {{Chapitre}}, {{Article}}, {{Lien web}} et/ou {{Bibliographie}}. Le mode d'édition visuel peut mettre en forme automatiquement les références.
- Insérer une infobox (cadre d'informations à droite) n'est pas obligatoire pour parachever la mise en page.

Pour une aide détaillée, merci de consulter Aide:Wikification.
Si vous pensez que ces points ont été résolus, vous pouvez retirer ce bandeau et améliorer la mise en forme d'un autre article.
Le prix de littérature Clément-Morin a vu le jour en 1998.
Ce prix littéraire québécois, annuel fut attribué pour la dernière fois en 2012.
Il visait à récompenser un écrivain de la région de la Mauricie pour son œuvre et ce sans distinction de genres littéraires. Ce prix était remis dans le cadre de l'événement « Arts Excellence », organisé par le Conseil de la Culture et des Communications de la Mauricie  (Culture Mauricie),,.
La bourse était commandité par la librairie Clément-Morin qui, malheureusement faute de relève, a fermé ses portes en juillet 2014,.

## Lauréats
- 1998 - Carole Bessette, Le silence qui se tait : roman[8]

- 1999 - Joseph Jean Rolland Dubé, Le fanfaron : roman[9]

- 2000 - Monique Juteau, Des jours de chemins perdus et retrouvés

- 2001 - Victor-Olivier Hamel-Morasse, Le porteur de l'arme

- 2002 - Guy  Marchamps, Bestiaire

- 2003 -  Judith Cowan, Plus que la vie même : nouvelles[10]

- 2004 -  Marjolaine Deschênes, Exosphère : poésie[11]

- 2005 - Yves Boisvert, Romans de la poésie

- 2006 -  Guy Marchamps, L'innommé ; suivi de, Poème d'amour à l'humanité

- 2007 - Paule Doyon, La petite fille à la robe mauve

- 2008 - Frédérick Durand, À l'intention des ombres

- 2009  -  Marcil Cossette, Sur le parvis des nuages : poésie

- 2010 -  Mathieu Croisetière, La fin des mots : poésie

- 2011 - Michel Châteauneuf, Bad trip au sixième ciel : [novella][12]

- 2012 - Ariane Gélinas, Les villages assoupis : Transtaïg